# Luis Mateus
Luis Francisco Hernández Mateus (San Vicente de Chucurí, Santander, Colombia, 12 de agosto de 1977), profesionalmente conocido como Luis Mateus, es un cantante colombiano de música vallenata, que inició desde muy pequeño el gusto por la música cantando EN FESTIVALES DE VOZ, donde logró ganar en muchas oportunidades el primer lugar en el centro de ecopetrol Barrancabermeja, donde se hizo musicalmente.
A sus 20 años, en 1997, después de formar parte del grupo musical ‘Los Comemanguitos’ dirigidos por su maestro Fermin Acosta, empieza a incursionar en el vallenato conociendo al reconocido productor y compositor del género Iván Calderón, quien lo llevó a grabar su primer trabajo con la disquera Discos Fuentes, situación que lo dio a conocer nacional e internacionalmente convirtiéndose en uno de los exponentes más importantes del vallenato en el país.
Uno de los momentos destacados de la carrera musical de Luis Mateus fue el que vivió en mayo de 2019, cuando recibió por parte de las autoridades estatales de New Jersey, Estados Unidos, un reconocimiento por el aporte musical que el cantante de música vallenata ha hecho a la población latina del país norteamericano.
Luis Mateus, con más de 20 años de vida artística, es un cantante colombiano que no solo se ha consolidado en su país sino también en Ecuador, Venezuela, Paraguay, Panamá, Monterrey en México y las comunidades latinas de Europa y Estados Unidos, donde sus éxitos son clásicos musicales y ha recibido reconocimientos por su labor.

## Biografía

### Primeros años
Luis Francisco Hernández Mateus nació el 12 de agosto de 1976 en San Vicente de Chucurí, Santander, donde a los dos días fue llevado a Barrancabermeja, es hijo de Francisco Hernández y Maria Mateus. Tuvo una niñez bastante dura mientras vivió en Contratación, Santander, debido a que para poder subsistir cantó en bares, vendió tomates en la plaza del pueblo, aprendió a tejer mochilas y hasta tuvo que «desyerbar calles”.
Desde los 4 años comenzó el gusto por la música, aunque en el colegio no le fue bien porque siempre repetía la primaria y solo pensaba en ser cantante, fue una situación que le permitió mostrar su talento, debido a que allí cantaba cada que tenía la oportunidad.
A los 11 años decidió volarse de la casa de su padre en busca de un mejor futuro y llegó al corregimiento “El Centro Ecopetrol”, donde se reunió con su madre y sus hermanas. Tampoco fue una vida fácil, porque trabajó como empleado en una casa de familia, vendió chance y lavó carros. De nuevo, buscó siempre refugio en la música y lo hacía en los momentos libres que tenía en el colegio Concentración Oficial El Centro y el colegio Blanca Duran de Padilla.

### Carrera musical

#### Inicios en la música
El comienzo de su carrera musical se da con tan solo 14 años, cuando Fermín Acosta descubre su talento en el Teatro Unión, donde Luis Mateus se queda con el primer lugar del festival de voz, y le da la oportunidad de ingresar al grupo ‘Los Comemanguitos’. Aunque era una gran oportunidad para el santandereano, las trasnochadas y el estar poco en casa le generó problemas con su madre por lo que decide irse de la casa para cumplir con su sueño musical.
En Barrancabermeja se une a Wilfredo Calixto Ochoa, pero tampoco fue fácil. Primero fue corista de ´Los Comemangos´, por ser menor de edad y no poder ingresar a lugares para mayores de edad, pero luego es nombrado voz oficial de esta agrupación musical. 
En esta época llega el acordeonero David Rendón y Fermín Acosta se convierte en el mánager oficial. Comenzaron a grabar sus primeras canciones e hicieron el proyecto del que más adelante se interesa Iván Calderón, quien los lleva a la casa disquera Discos Fuentes en 1997 para grabar su primer disco.

#### Primer álbum y éxito
En 1997 graba con Discos Fuentes su primer trabajo discográfico del que surgió su primer éxito musical ‘Muero por verla’, el cual lo impulsó en el género vallenato al ser incluido el tema en el volumen 37 de los 14 Cañonazos Bailables del año.
De este álbum también se destaca el sencillo ‘Adiós amor’, incluida en el volumen 38 de los 14 Cañonazos Bailables, así como las canciones ‘No vuelvas a mirarme’, ‘Escúchame’ y ‘No quiero perderte’, que hicieron parte de los 14 Vallenatos Románticos.

#### 'Con paso firme' y presente
En 1998, Luis Mateus lanza su segundo disco compacto titulado ‘Con paso firme’, en el que se destacaron canciones como ‘Sin ti no hay vida’, ‘Voy a enloquecer’ y ‘Mátame con tu adiós’. Ya con dos trabajos en el mercado el cantante se consolidaba en el vallenato y en 1999 se encontraba en los primeros lugares de sintonía del país.
Este año graba el disco ‘Con encanto juvenil’, que cuenta entre su repertorio con temas destacados como ‘Alguien como tú’, ‘Hay tristeza en mí’ y ‘Buscándola’, que hicieron parte ese año del volumen 4 de los 14 Vallenatos Románticos.
Luego de cuatro años del lanzamiento de su primer disco, Luis Mateus y David Rendón presentaron en 2001 el álbum ‘Inimitable’, en el que se plasmó la madurez del artista con el éxito ‘Me haces daño’, que tuvo una gran acogida del público. También se destacaron los temas ‘Me gustas mucho’, Me haces daño, ‘Quiéreme’ y ‘Confundido’, este último de la autoría del cantante.
Su quinto trabajo, ‘Tocando tu corazón’, sale en 2002 y es todo un éxito, gracias a que en este se encuentra el tema de la autoría de Iván Calderón titulado ‘Que regrese a mi”. Además, Para esta producción también se destacaron ‘Voy a tener que olvidarte’ y ‘Mujer de mis sueños’, de la autoría de Luis Mateus. ‘Tocando tu corazón’ e ‘Historia musical’ salen para 2003, con temas como ‘Voy a tener que olvidarte’ y ‘Que regreses a mí’.
En 2004, Luis Mateus presenta su producción titulada ‘Una nueva etapa’, en la que se da por terminada la relación laboral de varios años entre el artista y su productor Iván Calderón, por buenos términos. ‘Rey sin reina’, ‘Llegando a la cima’ y ‘No hay palabras’, son algunos de los éxitos de este álbum.
Pasaron cuatro años para que Luis Mateus volviera a sacar un trabajo musical. En 2008 regresó con el álbum ’10 años haciendo historia’, un homenaje a su exitosa carrera musical, en el que se destacan los temas ‘Vivo sin ella’, ‘Me llevas si te vas’, ‘Vengo arrepentido’, entre otros. Un año después presenta ‘3 canciones para todos los gustos’.
En mayo de 2012, esta dupla vallenata vuelve con su producción ‘Mi biografía’, en la que destaca el tema con el mismo nombre y es la historia sobre la lucha y el sufrimiento de Luis Mateus para llegar al éxito. En 2014 presentó su canción ‘Mentías’ y en 2018 presenta el álbum ‘Seguimos’. Con el tema lanzamiento ‘Sufro por ti’ el cual tiene un video con tomas en 3D en su canal de YouTube ‘Luis Mateus Oficial’ 
En la actualidad y bajo el sello de Discos Fuentes, acaba de publicar en todas las plataformas digitales la canción ‘Odio’, que originalmente es de Romeo Santos, pero se pasó a Vallenato en colaboración con el ecuatoriano Claudio Lozano, exitoso cantante que va en ascenso en el mercado musical de Estados Unidos.

### Premios
El 28 de mayo de 2009, el cantante recibió el galardón Mara Internacional 2009 como ‘Mejor voz masculina’, en los premios Mara Internacional que se realizaron en San Juan de los Morros en Guarico, Venezuela, considerado el premio más importante que entrega este país en el ámbito internacional.
Luis Mateus recibió en octubre de 2011 el premio ‘Cacique de Oro Internacional’, en una ceremonia que se realizó en el Hotel Gran Meliá de Caracas, Venezuela, donde estuvo representado por su promotor internacional de la época Fernando Turizo. Este galardón se le entrega a los artistas que destacan en este país.
En mayo de 2019, el cantante Luis Mateus y su acordeonero David Rendón recibieron un importante reconocimiento de parte de las autoridades de New Jersey, Estados Unidos, por dejar en alto el nombre del folclor vallenato en Nueva York, la ‘Capital del Mundo’.

## Discografía
- 1997: Luis Mateus y la Nueva Generación
- 1998: Con paso firme
- 1999: Con encanto juvenil
- 1999: Grandes éxitos
- 2001: Inimitable
- 2003: Historia musical
- 2003: Tocando tu corazón
- 2004: Una nueva etapa
- 2008: 10 años haciendo historia
- 2009: 3 canciones para todos los gustos
- 2012: Mi Biografía
- 2018: Seguimos

### Sencillos
- 2019: “Odio”, Feat Claudio Lozano.